# Hubálov (Loukovec)
Hubálov (německy Hubalow) je vesnice, část obce Loukovec. Nachází se na severním okraji okresu Mladá Boleslav, leží na 64 kilometru pravého břehu řeky Jizery. 

## Historie
První písemná zmínka o vesnici pochází z roku 1545.
V Hubálově se v budově, kde dříve býval tkalcovský závod a pak elektromontážní závod, po znárodnění krátce opravna zemědělských strojů, nachází střední odborné učiliště s obory instalatér, opravář zemědělských strojů, zámečník, automechanik a opravářské práce